# Anfallet mot Kirkenes och Petsamo
Anfallet mot Kirkenes och Petsamo eller Operation EF var ett flyganfall mot hamnarna i norska Kirkenes och Finska Linhammar (i Petsamo län) som brittiska flottan genomförde 30 juli 1941. Syftet var att försvåra för tyska styrkor att rycka fram mot Murmansk. Operationen misslyckades eftersom hamnen i Linhammar var tom och hamnen i Kirkenes försvarades av jaktflygplan från Jagdgeschwader 77 som orsakde den brittiska flygstyrkan svåra förluster.

## Bakgrund
Under våren 1940 hade Tyskland anfallit och ockuperat Norge och efter Slaget om Narvik behärskade tyskarna hela landet inklusive Kirkenes närmast finska gränsen. Strax efter att operation Barbarossa inletts 22 juni 1941 deklarerade Adolf Hitler att även Finland deltog i det så kallade ”korståget mot kommunismen”. För Finland, som inte hade några planer på aggressioner mot Sovjetunionen, kom detta som en överraskning och man var inte heller beredd på att Luftwaffe använde finskt luftrum för att bomba Leningrad. Finland kom därmed att återigen dras in i krig mot Sovjetunionen och därmed även mot de allierade. För att locka de allierade att ingripa på östfronten beordrade Josef Stalin att Storbritannien skulle få så mycket underrättelseinformation om tyskarna som möjligt, även om informationen var falsk.

## Planering
Grundad på den information som man fått från Sovjetunionen beordrade amiralitetet chefen för Home Fleet, amiral John Tovey, att genomföra flyganfall mot de tyska styrkorna i nordnorge trots Toveys invändningar om riskerna. Amiralitetet räknade med att anfallet skulle kunna göras överraskande, men midnattssolen gjorde det i princip omöjligt.

## Genomförande

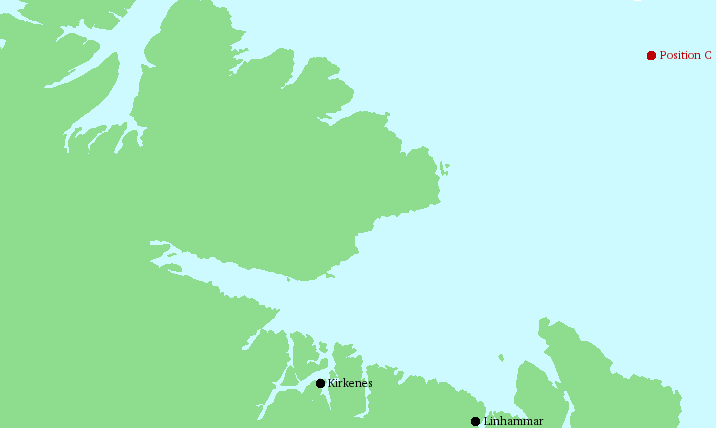
Hangarfartygens ungefärliga lägre (Position C) vid anfallet mot Kirkenes och Petsamo.

”Stridsgrupp P” under befäl av Frederic Wake-Walker lämnade Scapa Flow den 23 juli. Stridsgruppen som bestod av hangarfartygen Furious och Victorious, tunga kryssarna Devonshire och Suffolk samt jagarna Escapade, Active, Anthony, Achates, Antelope och Intrepid. Fartygen nådde Seyðisfjörður på Island två dagar senare där de bunkrade bränsle. Achates hade under vägen gått på en mina och fick bogseras tillbaka till Storbritannien av Antelope. De ersattes av jagarna Echo och Eclipse. Natten mellan 26 och 27 juli lättade stridsgrupp P ankar tillsammans med minkryssaren Adventure som hade i uppdrag att leverera minor till Sovjetunionens flotta i Archangelsk.
Natten till den 30 juli nådde stridsgruppen sitt ugångsläge för anfall 80 nautiska mil nordväst om Kirkenes. Under morgonen och förmiddagen hindrade dimma flygoperationer, men den lättade vid lunchtid. Strax därefter blev stridsgruppen upptäckt av en tysk He 111. Klockan 14:29 startade flygplanen från Victorious för att anfalla Kirkenes medan flygplanen från Furious startade mot Petsamo. När flygstyrkan nådde Kirkenes möttes den av Bf 109, Bf 110 och Ju 87 från Jagdgeschwader 77 som sköt ner 11 Albacores och 2 Fulmars. Av de Albacores som klarade sig tillbaka till Victorious hade alla utom en skador. De lyckades dock sänka lastfartyget Bremse på 2 000 ton i Kirkenes hamn och skada ytterligare ett.
Flygstyrkan som anföll Petsamo klarade sig bättre eftersom de till en början inte möttes av något jaktflyg. Däremot fann de att hamnen i Linhammar var tom på fartyg. I stället anföll de hamnen och förstörde bryggor, skeppsvarv och oljedepåer. På vägen tillbaka till Furious gensköts de av Bf 109:or varvid en Albacore och en Fulmar sköts ner.